# Paradisio
Paradisio – belgijski zespół eurodance założony w Liège w 1994 przez członka grupy The Unity Mixers Patricka Samoya. Znany z hiszpańskojęzycznych przebojów m.in. Bailando i Vamos a la Discoteca. Pierwotnymi członkami zespołu byli Patrick Samoy, Luc Rigaux i Marisa czyli María Isabel García Asensio.

## Dyskografia
Opracowano na podstawie bazy Discogs

### Albumy
- 1997: Paradisio
- 1999: Discoteca
- 2010: Tarpeia
- 2011: Noche Caliente
- 2011: Havana

### Single
- 1995: Un Clima Ideal[2]
- 1996: Bailando[3]
- 1996: Bandolero[4]
- 1997: Vamos a la Discoteca
- 1997: Dime Como
- 1998: Paseo
- 1999: Samba Del Diablo
- 2000: La Propaganda
- 2001: Vamos a la Discoteca 2001
- 2003: Luz de la Luna